# 小林龍介
小林龍介（日语：小林竜輔），日本歌手，是香港男子演唱團體R-ice前成員。因為在網路上被爆出其在18歲時，曾當過男男同性色情片演員而引起熱議。

## 生平
小林龍介在成長過程中曾居住英國，並到香港演藝圈發展。但由於2016年被發現18歲時，在日本拍攝男同性戀色情片；他於該片中表示自己是異性戀、有女朋友，並任由一名男子口交，賺取1萬日圓片酬，因此經紀公司將他解約。同年4月返回日本，香港藝人梁梓禧、作家健吾、公關鄭紹康出面聲援，認為他不因此事件就放棄發展。當小林龍介再度開啟Instagram後，他上傳三段影片中解釋自己為何要關閉，並於影片中講述他的行蹤和對未來的想法，也承諾會回到中国大陸与香港演藝圈。2017年轉往泰國發展演藝事業。

## 作品
- 《Just Between You and Me》飾演 Corey
- 《True Skin 2: Ghost City》飾演 Tokyo version of Kay

## 外部連結
- 小林龍介的Instagram帳戶
- 小林龍介的Facebook專頁
- YouTube上的小林龍介頻道
- 小林龍介在互联网电影资料库（IMDb）上的資料（英文）